# Nazionale maschile di calcio di Zanzibar
La nazionale di calcio di Zanzibar è la rappresentativa calcistica dell'omonimo arcipelago della Tanzania ed è posta sotto il controllo della Zanzibar Football Association. Attualmente lo Zanzibar è al 24º posto nella Classifica Mondiale della ConIFA a pari punti con la Cabilia.

## Status
Zanzibar è stato membro associato della CAF dal 2004 fino al 2005, quando è stato escluso. Non è mai stato affiliato alla FIFA, quindi non ha mai preso parte alla Coppa del Mondo ed alla Coppa d'Africa.
È però membro della CECAFA e della ConIFA e partecipa alle loro competizioni.

## Attività
Ha partecipato alla FIFI Wild Cup 2006 classificandosi al secondo posto.
Ha vinto nel 1995 la CECAFA Cup, torneo riservato alle nazioni del centro-est dell'Africa, battendo in finale la nazionale B dell'Uganda.
Nel 2014 ha rinunciato alla partecipazione alla Coppa del Mondo ConIFA.

## Palmarès
- CECAFA Cup: 1

1995